# François Bernard Loret
François-Bernard Loret (Dendermonde, Bèlgica, 6 d'abril del 1808 – Mechelen, Bèlgica, 17 de novembre del 1877) va ser un famós orguener.
De la nissaga dels Loret, era fill de Jean-Joseph Loret i germà d'Hyppolite Loret, des de molt jove donà proves d'aptitud per les arts mecàniques, que aplicà per a perfeccionar la construcció d'orgues. S'establí a la ciutat brabançona de Mechelen (Malines en francès), i passen dels 300 els orgues que construí, alguns d'ells molt notables.
Publicà alguns opuscles relatius a la seva professió.